# Gonzalo Basile
Gonzalo "Patón" Basile (Lomas de Zamora, Buenos Aires, 30 de marzo de 1974) es un boxeador profesional argentino.

## Trayectoria
Practicó boxeo de modo amateur mientras trabajaba como basurero, hasta que en 2003 hizo su debut como profesional con el apoyo del Sindicato de Choferes de Camiones.
En octubre de 2006 desafió al alemán Alexander Dimitrenko por el título de campeón intercontinental de peso pesado de la Organización Mundial de Boxeo en Stuttgart, pero fue noqueado en el primer round.
Basile obtendría posteriormente los títulos de campeón latino y del mundo hispánico de peso pesado del Consejo Mundial de Boxeo, y el de campeón latino de peso pesado de la Organización Mundial de Boxeo. 
En enero de 2009 venció a César Gustavo Acevedo en Monte Hermoso, consiguiendo así la revancha tras sus derrotas en 2007 y 2008. Sin embargo Aguirre denunció unos meses después que esa pelea había estado amañada. De todos modos jamás se comprobó que fuesen ciertas las denuncias. 
En junio de 2012 fue habilitado por el CMB para desafiar al polaco Artur Szpilka por los títulos de campeón juvenil y báltico plateado de peso pesado en Bydgoszcz, pero fue noqueado en el cuarto round.
En junio de 2013 agregó el título de campeón latino de peso pesado de la Federación Internacional de Boxeo a su vitrina al vencer a su compatriota Víctor Giménez en Buenos Aires.
Sus últimas dos peleas como profesional fueron contra el brasileño Gilberto Matheus Domingos en febrero de 2021 y contra el paraguayo Wilfredo Germán Arce en abril de 2023, obteniendo los títulos de campeón intercontinental y campeón mundial de peso pesado de la Organización Universal de Boxeo.

## Récord profesional
| No. | Resultado | Récord    | Oponente                            | Tipo | Ronda, tiempo | Fecha      | Ubicación                                                                     | Notas |
| --- | --------- | --------- | ----------------------------------- | ---- | ------------- | ---------- | ----------------------------------------------------------------------------- | --- |
| 92  | Victoria  | 77-14 (1) | Wilfredo Germán Arce                | TKO  | 3 (10)        | 2023-04-21 | Club Los Millonarios, Bragado, Argentina                                      | Ganó el título mundial pesado de la OUB vacante.                                                              |
| 91  | Victoria  | 76-14 (1) | Gilberto Matheus Domingos           | TKO  | 1 (10)        | 2021-02-27 | Coliseu Boxe Centre, Guarulhos, Brasil                                        | Ganó el título internacional pesado de la OUB vacante.                                                        |
| 90  | Derrota   | 75-14 (1) | Ángel Gustavo Schmitt               | DU   | 6 (6)         | 2020-10-30 | Club Atlético, Social y Deportivo-Complejo Guillón, Luis Guillón, Argentina   | |
| 89  | Derrota   | 75-13 (1) | Francisco Rodrigo Simões de Almeida | TKO  | 1 (10)        | 2020-02-15 | Faculdade Uni Santanna, São Paulo, Brasil                                     | Por el título intercontinental pesado vacante de la OUB.                                                      |
| 88  | Victoria  | 75–12 (1) | Gilberto Matheus Domingos           | TKO  | 2 (12)        | 2019-12-27 | C.A. Social y Dep. Camioneros, Buenos Aires, Argentina                        | Retuvo el título sudamericano pesado.                                                                         |
| 87  | Victoria  | 74–12 (1) | Julio Enrique Cuéllar Cabrera       | TKO  | 3 (12)        | 2019-04-20 | Centro Recreativo Pasteleros, Buenos Aires, Argentina                         | Ganó el título sudamericano pesado vacante.                                                                   |
| 86  | Victoria  | 73–12 (1) | Cristhian Nazareno Fernández        | TKO  | 2 (6)         | 2018-05-24 | Asociación de Fomento Social y Deportiva Mayo, Buenos Aires, Argentina        | |
| 85  | Victoria  | 72–12 (1) | Julio Enrique Cuéllar Cabrera       | KO   | 1 (10), 0:38  | 2017-12-14 | Club Social y Deportivo Renacimiento, Villa Domínico, Argentina               | |
| 84  | Victoria  | 71–12 (1) | Stefan Kusnier                      | DQ   | 5 (6)         | 2017-11-11 | Gimnasio del Rayo Vallecano, Madrid, España                                   | Kusnier fue descalificado después de numerosos golpes ilegales durante la pelea.                              |
| 83  | Victoria  | 70–12 (1) | Pavel Siska                         | TKO  | 2 (6), 2:55   | 2017-07-08 | LEO's Boxgym, Múnich, Alemania                                                | |
| 82  | Victoria  | 69–12 (1) | Yuberti Suárez Díaz                 | DU   | 6             | 2017-04-15 | Estadio F.A.B., Buenos Aires, Argentina                                       | |
| 81  | Derrota   | 68–12 (1) | Robert Helenius                     | TKO  | 1 (12), 0:48  | 2016-12-17 | Hartwall Arena, Helsinki, Finlandia                                           | |
| 80  | Victoria  | 68–11 (1) | Christian Nazareno Fernández        | UD   | 6             | 2016-02-20 | Estadio F.A.B., Buenos Aires, Argentina                                       | |
| 79  | Victoria  | 67–11 (1) | Yuberty Suárez Díaz                 | KO   | 5 (6)         | 2015-12-12 | C. A. Social y Dep. Camioneros, Buenos Aires, Argentina                       | |
| 78  | Victoria  | 66–11 (1) | Miguel Ángel Morales                | UD   | 6             | 2015-04-25 | Club Unión y Progreso, Tandil, Argentina                                      | |
| 77  | Victoria  | 65–11 (1) | Mario Lakatos                       | DQ   | 3 (6)         | 2015-03-27 | Pabellón La Casilla, Bilbao, España                                           | |
| 76  | Victoria  | 64–11 (1) | Mateus Roberto Osorio               | TKO  | 3 (6), 0:54   | 2015-03-07 | Ce.De.M. N° 2, Caseros, Buenos Aires, Argentina                               | |
| 75  | Derrota   | 63–11 (1) | Walter David Cabral                 | UD   | 6             | 2014-11-29 | C. A. Social y Dep. Camioneros, Buenos Aires, Argentina                       | |
| 74  | Derrota   | 63–10 (1) | Nelson Darío Domínguez              | SD   | 8             | 2014-10-10 | Complejo Ingeniero Knudsen, Caleta Olivia, Santa Cruz, Argentina              | |
| 73  | Derrota   | 63–9 (1)  | Walter David Cabral                 | SD   | 6             | 2014-08-15 | Polideportivo CEF Nº 40, Mercedes, Buenos Aires, Argentina                    | |
| 72  | Victoria  | 63–8 (1)  | Víctor Giménez                      | UD   | 10            | 2014-06-19 | C. A. Social y Dep. Camioneros, Buenos Aires, Argentina                       | Ganó el título interino de peso pesado del CMB Mundo Hispano.                                                 |
| 71  | Victoria  | 62–8 (1)  | Vitalijs Zakirko                    | KO   | 1 (6)         | 2014-05-02 | PalaSidermec, Gatteo, Italia                                                  | |
| 70  | Victoria  | 61–8 (1)  | Alfredo Brígido Ruíz Díaz           | UD   | 10            | 2013-12-14 | Polideportivo Municipal, Monte Hermoso, Argentina                             | Retuvo el título latino de peso pesado de la FIB.                                                             |
| 69  | Victoria  | 60–8 (1)  | Martín David Islas                  | UD   | 6             | 2013-10-04 | Club Sportivo América, Rosario, Santa Fe, Argentina                           | |
| 68  | Victoria  | 59–8 (1)  | Víctor Giménez                      | TKO  | 7 (10), 0:19  | 2013-06-15 | Centro Recreativo Pasteleros, Buenos Aires, Argentina                         | Ganó el título latino de peso pesado vacante de la FIB.                                                       |
| 67  | Victoria  | 58–8 (1)  | Alfredo Brígido Ruíz Díaz           | UD   | 10            | 2013-02-16 | Club Colón, Montevideo, Uruguay                                               | Retuvo el título interino latino de peso pesado del CMB.                                                      |
| 66  | Victoria  | 57–8 (1)  | José Carlos Rodríguez               | KO   | 5 (6)         | 2012-11-30 | Foro Polanco, Polanco, Ciudad de México, México                               | |
| 65  | Victoria  | 56–8 (1)  | Martín David Islas                  | UD   | 6             | 2012-10-21 | Polideportivo Municipal, Entre Ríos, Argentina                                | |
| 64  | Derrota   | 55–8 (1)  | Luis Oscar Juárez                   | TKO  | 3 (4)         | 2012-09-08 | Centro Recreativo Pasteleros, Buenos Aires, Argentina                         | |
| 63  | Victoria  | 55–7 (1)  | Marcelo Ulises Ponce                | TKO  | 4 (10)        | 2012-08-10 | Club Parque Sur, Concepción del Uruguay, Entre Ríos, Argentina                | |
| 62  | Derrota   | 54–7 (1)  | Artur Szpilka                       | KO   | 4 (10), 1:43  | 2012-06-02 | Hala Luczniczka, ul. Toruńska 59, Bydgoszcz, Polonia                          | Por el título vacante de peso pesado CMB Juvenil. Por el título vacante de peso pesado CMB Báltico Plateado.  |
| 61  | Victoria  | 54–6 (1)  | Ademar Leonardo Correa              | KO   | 1 (6)         | 2012-04-07 | Club Atlético y Soc. Villa Calzada, Rafael Calzada, Buenos Aires, Argentina   | |
| 60  | Victoria  | 53–6 (1)  | José María Rodríguez Oliveira       | KO   | 2 (8)         | 2011-12-16 | Polideportivo Municipal, Monte Hermoso, Argentina                             | |
| 59  | Derrota   | 52–6 (1)  | Emilio Ezequiel Zárate              | SD   | 8             | 2011-11-05 | Club Banco Provincia, City Bell, Buenos Aires, Argentina                      | |
| 58  | Victoria  | 52–5 (1)  | Manuel Alberto Pucheta              | UD   | 12            | 2011-09-17 | Ce.De.M. N° 2, Caseros, Buenos Aires, Argentina                               | Ganó el título interino de peso pesado OMB Latino.                                                            |
| 57  | Victoria  | 51–5 (1)  | Miguel Ángel Morales                | UD   | 10            | 2011-06-04 | Ce.De.M. N° 1, Caseros, Buenos Aires, Argentina                               | Retuvo el título interino de peso pesado CMB Latino.                                                          |
| 56  | Victoria  | 50–5 (1)  | Manuel Alberto Pucheta              | SD   | 8             | 2011-04-30 | Club Once Unidos, Mar del Plata, Argentina                                    | |
| 55  | Victoria  | 49–5 (1)  | Emilio Ezequiel Zárate              | UD   | 6             | 2011-03-11 | Ce.De.M. N° 2, Caseros, Buenos Aires, Argentina                               | |
| 54  | Derrota   | 48–5 (1)  | Marcelo Luiz Nascimento             | TKO  | 1 (12), 0:34  | 2010-10-23 | Escuela Técnica Nº 1, Salta, Argentina                                        | Perdió el título de peso pesado OMB Latino.                                                                   |
| 53  | Victoria  | 48–4 (1)  | Daniel Bispo                        | UD   | 6             | 2010-09-04 | Club Once Unidos, Mar del Plata, Argentina                                    | |
| 52  | Victoria  | 47–4 (1)  | Daniel Bispo                        | UD   | 10            | 2010-07-23 | Parque Municipal Eva Perón, Lomas de Zamora, Argentina                        | Retuvo los títulos interinos de peso pesado CMB Latino y CMB Mundo Hispano.                                   |
| 51  | Victoria  | 46–4 (1)  | Kleber Giovanne Souza Pereira       | KO   | 2 (6), 1:39   | 2010-05-29 | Club Once Unidos, Mar del Plata, Argentina                                    | |
| 50  | Victoria  | 45–4 (1)  | Ladislav Slezak                     | TKO  | 1 (6)         | 2010-04-09 | Tivoli Arena, Ljubljana, Eslovenia                                            | |
| 49  | Victoria  | 44–4 (1)  | Roberto Santa Cruz Justiniano       | KO   | 1 (6), 0:41   | 2010-01-23 | Club Once Unidos, Mar del Plata, Argentina                                    | |
| 48  | Victoria  | 43–4 (1)  | Miguel Ángel Morales                | UD   | 10            | 2009-12-17 | Estadio Tomás Adolfo Ducó, Buenos Aires, Argentina                            | Retuvo el título interino de peso pesado CMB Latino.                                                          |
| 47  | Victoria  | 42–4 (1)  | Saúl Farah                          | TKO  | 8 (12), 2:59  | 2009-11-13 | Estadio Tomás Adolfo Ducó, Buenos Aires, Argentina                            | Ganó el título vacante de peso pesado CMB Mundo Hispano. Retuvo el título interino de peso pesado CMB Latino. |
| 46  | Victoria  | 41–4 (1)  | Hugo Aníbal Abad                    | TKO  | 2 (10), 0:29  | 2009-04-30 | Luna Park, Buenos Aires, Argentina                                            | Retuvo el título interino de peso pesado CMB Latino.                                                          |
| 45  | Victoria  | 40–4 (1)  | Sergio Martín Beaz                  | UD   | 6             | 2009-03-21 | Sociedad Rural, Junín, Buenos Aires, Argentina                                | |
| 44  | Victoria  | 39–4 (1)  | Daniel Frank                        | TKO  | 3 (12), 1:45  | 2009-02-14 | Club Once Unidos, Mar del Plata, Argentina                                    | Retuvo el título de peso pesado OMB Latino.                                                                   |
| 43  | Victoria  | 38–4 (1)  | César Gustavo Acevedo               | KO   | 2 (6), 1:18   | 2009-01-17 | Polideportivo Municipal, Monte Hermoso, Argentina                             | |
| 42  | Victoria  | 37–4 (1)  | Sergio Martín Beaz                  | UD   | 8             | 2008-12-12 | Club El Riojano, Balcarce, Buenos Aires, Argentina                            | |
| 41  | Victoria  | 36–4 (1)  | Dany Lobo                           | RTD  | 4 (10), 2:58  | 2008-11-14 | Unión de Padres Los Toritos, Monte Grande, Argentina                          | Retuvo el título interino de peso pesado CMB Latino.                                                          |
| 40  | Victoria  | 35–4 (1)  | Raphael Zumbano Love                | UD   | 12            | 2008-09-26 | Ce.De.M. N° 2, Caseros, Buenos Aires, Argentina                               | Ganó el título vacante de peso pesado OMB Latino.                                                             |
| 39  | Victoria  | 34–4 (1)  | Ademar Leonardo Correa              | KO   | 4 (10), 1:31  | 2008-08-15 | Unión de Padres Los Toritos, Monte Grande, Argentina                          | Retuvo el título interino de peso pesado CMB Mundo Hispano.                                                   |
| 38  | Victoria  | 33–4 (1)  | Claudio Roque Fernández             | UD   | 10            | 2008-07-11 | Unión de Padres Los Toritos, Monte Grande, Argentina                          | Retuvo el título interino de peso pesado CMB Latino.                                                          |
| 37  | Derrota   | 32–4 (1)  | César Gustavo Acevedo               | TKO  | 5 (12), 1:30  | 2008-04-26 | Ce.De.M. N° 2, Caseros, Buenos Aires, Argentina                               | Por el título sudamericano de peso pesado.                                                                    |
| 36  | Victoria  | 32–3 (1)  | Mauro Aparecido Gomes               | TKO  | 2 (10), 1:04  | 2008-03-14 | Sociedad de Fomento Rafael Castillo, Rafael Castillo, Buenos Aires, Argentina | Ganó el título interino de peso pesado CMB Latino.                                                            |
| 35  | Victoria  | 31–3 (1)  | Aldo Moreira da Silva               | UD   | 6             | 2007-12-21 | Deportivo Morón, Morón, Buenos Aires, Argentina                               | |
| 34  | Derrota   | 30–3 (1)  | César Gustavo Acevedo               | KO   | 1 (12), 1:30  | 2007-11-17 | Estadio Libertadores de América, Avellaneda, Argentina                        | Por el título vacante de peso pesado sudamericano.                                                            |
| 33  | Victoria  | 30–2 (1)  | Ademar Leonardo Correa              | UD   | 6             | 2007-07-06 | Club Social y Deportivo Colon, Chivilcoy, Argentina                           | |
| 32  | Victoria  | 29–2 (1)  | Marcos Celestino                    | KO   | 2 (10)        | 2007-03-31 | Deportivo Morón, Morón, Buenos Aires, Argentina                               | Retuvo el título CMB Mundo Hispano de peso pesado.                                                            |
| 31  | Victoria  | 28–2 (1)  | Sergio Martín Beaz                  | SD   | 6             | 2007-02-10 | Club El Inca, Buenos Aires, Argentina                                         | |
| 30  | Victoria  | 27–2 (1)  | Luis Oscar Ricail                   | UD   | 6             | 2007-01-13 | Club Atletico Quilmes, Mar del Plata, Argentina                               | |
| 29  | Victoria  | 26–2 (1)  | César Gustavo Acevedo               | SD   | 6             | 2006-12-16 | Estadio Libertadores de América, Avellaneda, Argentina                        | |
| 28  | Derrota   | 25–2 (1)  | Alexander Dimitrenko                | TKO  | 1 (12), 0:54  | 2006-10-28 | Porsche-Arena, Stuttgart, Alemania                                            | Por el título intercontinental de peso pesado OMB.                                                            |
| 27  | Victoria  | 25–1 (1)  | Edegar Da Silva                     | UD   | 10            | 2006-08-11 | Estadio Tomás Adolfo Ducó, Buenos Aires, Argentina                            | |
| 26  | Victoria  | 24–1 (1)  | Mariano Ramón Ocampo                | UD   | 8             | 2006-07-12 | Estadio Libertadores de América, Avellaneda, Argentina                        | |
| 25  | Victoria  | 23–1 (1)  | Ricardo Zenón Pereyra               | KO   | 1 (10)        | 2006-06-08 | Club 22 de Octubre, Chivilcoy, Argentina                                      | |
| 24  | Victoria  | 22–1 (1)  | Cristian Adrián Armando Zamudio     | TKO  | 3 (10)        | 2006-05-19 | Casino Parque Hotel, Montevideo, Uruguay                                      | |
| 23  | Victoria  | 21–1 (1)  | Sebastián Ignacio Ceballos          | UD   | 8             | 2006-05-05 | Deportivo Morón, Morón, Buenos Aires, Argentina                               | |
| 22  | Victoria  | 20–1 (1)  | Miguel Ángel Antonio Aguirre        | UD   | 8             | 2006-04-21 | Deportivo Morón, Morón, Buenos Aires, Argentina                               | |
| 21  | Victoria  | 19–1 (1)  | Miguel Ángel Morales                | UD   | 10            | 2006-04-07 | Unión de Padres Los Toritos, Monte Grande, Argentina                          | |
| 20  | Victoria  | 18–1 (1)  | Luis Oscar Ricail                   | UD   | 10            | 2006-03-18 | Estadio Libertadores de América, Avellaneda, Argentina                        | Ganó el título interino de peso pesado CMB Mundo Hispano.                                                     |
| 19  | Victoria  | 17–1 (1)  | Claudio Roque Fernández             | TKO  | 8 (8), 1:33   | 2006-02-24 | Club Independiente, Beccar, Argentina                                         | |
| 18  | Victoria  | 16–1 (1)  | Adolfo Marcelo Trinidad             | RTD  | 3 (10), 2:10  | 2006-02-10 | Club 22 de Octubre, Chivilcoy, Argentina                                      | |
| 17  | Victoria  | 15–1 (1)  | Fernando Sebastián Santander        | KO   | 2 (10), 0:25  | 2006-01-27 | Club Atletico Quilmes, Mar del Plata, Argentina                               | |
| 16  | Victoria  | 14–1 (1)  | Edegar Da Silva                     | KO   | 3 (10), 2:50  | 2005-12-16 | Estadio Libertadores de América, Avellaneda, Argentina                        | Ganó la Copa Ricardo Enrique Bochini.                                                                         |
| 15  | Victoria  | 13–1 (1)  | Jucimar Francisco Hipolito          | DQ   | 2 (8)         | 2005-12-02 | Instituto Provincial del Deporte, Posadas, Misiones, Argentina                | Hipolito fue descalificado por pelear después de la pausa.                                                    |
| 14  | Victoria  | 12–1 (1)  | José Enrique Villarreal             | UD   | 8             | 2005-11-18 | Club Social y Deportivo Colón, Chivilcoy, Argentina                           | |
| 13  | Victoria  | 11–1 (1)  | Emerson Naja                        | KO   | 1 (8)         | 2005-11-04 | Club Atletico Ciclón, Chivilcoy, Argentina                                    | |
| 12  | Victoria  | 10–1 (1)  | Sergio Martín Beaz                  | UD   | 6             | 2005-10-14 | Estadio Libertadores de América, Avellaneda, Argentina                        | |
| 11  | Victoria  | 9–1 (1)   | Fernando Sebastián Santander        | KO   | 1 (6)         | 2005-09-23 | Club Porteño, Bragado, Bragado, Argentina                                     | |
| 10  | Victoria  | 8–1 (1)   | Jorge Mario Torres                  | UD   | 6             | 2005-08-26 | Estadio Libertadores de América, Avellaneda, Argentina                        | |
| 9   | NC        | 7–1 (1)   | Fernando Sebastián Santander        | NC   | 1 (4)         | 2005-08-12 | General Lavalle, Argentina                                                    | |
| 8   | Victoria  | 7–1       | Adimilson Da Cruz                   | KO   | 1 (4)         | 2005-07-30 | Sociedad Italiana Gabrielle D'Anunnzio, Córdoba, Argentina                    | |
| 7   | Victoria  | 6–1       | Mario Maximiliano Islas             | KO   | 1 (4)         | 2005-07-17 | Club Atletico Quilmes, Mar del Plata, Argentina                               | |
| 6   | Victoria  | 5–1       | Victor Luis Britos Samudio          | KO   | 1 (4)         | 2005-06-17 | Asociación Atlética Jorge Newbery, Rufino, Santa Fe, Argentina                | |
| 5   | Victoria  | 4–1       | Víctor Luis Britos Samudio          | KO   | 1 (4)         | 2004-11-12 | Club Cepa, Pontevedra, Buenos Aires, Argentina                                | |
| 4   | Victoria  | 3–1       | Mario Maximiliano Islas             | UD   | 4             | 2004-10-15 | Club Gimnasia y Esgrima, Chivilcoy, Argentina                                 | |
| 3   | Victoria  | 2–1       | Everton Marques Ferreira            | MD   | 4             | 2004-08-06 | Gualeguaychú, Entre Ríos, Argentina                                           | |
| 2   | Victoria  | 1–1       | Sebastián Ignacio Ceballos          | UD   | 4             | 2004-06-05 | Ce.De.M. N° 2, Caseros, Buenos Aires, Argentina                               | |
| 1   | Derrota   | 0–1       | Mauro Ordiales                      | KO   | 2 (4)         | 2003-04-19 | Estadio F.A.B, Buenos Aires, Argentina                                        | |

## Vida personal
Basile tiene más de cien tatuajes en el cuerpo, entre los que se destaca el escudo del Partido Justicialista, ya que el boxeador jamás ha ocultado su militancia peronista.
Fue actor de reparto en la serie de televisión argentina El marginal.
En julio de 2016 fue arrestado por protagonizar un episodio de violencia de género contra su pareja de ese momento. En agosto de 2024 volvió a ser arrestado, luego de agredir a unos policías que tenían en custodia a un ladrón al que quería golpear.